# Еванђелисти-Рубино (Месина)
Еванђелисти-Рубино је насеље у Италији у округу Месина, региону Сицилија.
Према процени из 2011. у насељу је живело 540 становника. Насеље се налази на надморској висини од 631 м.